# Letiště Haifa
Letiště Haifa (hebrejsky נְמַל הַתְּעוּפָה חֵיפָה‎, arabsky مطار حيفا‎, anglicky Haifa Airport; IATA: HFA, ICAO: LLHA) je malé mezinárodní letiště v Haifě, v Izraeli. Nachází se východně od Haify, v blízkosti Kišonského přístavu a loděnic Israel Shipyards. Slouží především k civilním letům a částečně také vojenským. Většinu civilních letů tvoří vnitrostátní lety do Ejlatu a Tel Avivu. Letiště má jednu krátkou vzletovou a přistávací dráhu o délce 1 318 metrů, přičemž se plánuje její prodloužení o 316 metrů.

## Historie
Letiště Haifa bylo založeno Britským mandátem Palestina v roce 1934 jako první mezinárodní letiště na místě základny RAF, která původně sloužila britské armádě a irácko-britské ropné společnosti. RAF již provozovalo civilní leteckou dopravu do Alexandrie (od roku 1931) a Bagdádu (od roku 1932). V roce 1936 byla zahájena civilní doprava společností Misr Airlines (dnes již EgyptAir) do Bejrútu a na Kypr. V roce 1937 k nim přibyly linky společnosti Palestina Airways a pravidelné linky společnosti Ala Littoria do Brindisi a Terstu přes Athény. V roce 1938 přistávala na letišti třetina letů do Britského mandátu Palestina, ovšem v roce 1940 byly civilní lety pozastaveny kvůli druhé světové válce, během níž letiště sloužilo operacím RAF na Blízkém východě.

## Letiště Haifa po roce 1948
Letiště bylo znovu otevřeno pro civilní dopravu v roce 1948, přičemž lety zde provazovala společnost Cyprus Airways. O deset let později zde začala provozovat lety také společnost Arkia. Letiště získalo mezinárodní status teprve v roce 1994, kdy se také plánovalo, že bude sloužit letům do celé Evropy. O necelý rok později bylo letiště nabídnuto k prodeji. V té době projevila zájem o letiště francouzská společnost Bouygues a také výrobce letounů British Aerospace.
Ani jedna společnost letiště nekoupila a letiště se rozrostlo až v roce 1996, kdy zde začala provozovat lety společnost Israir. Letiště se rozrostlo také v roce 1998 díky společnosti Aeroel. Společnost Royal Wings rozšířila nabídku letů z Jordánska, zatímco Scorpio do Egypta. V roce 1998 byl na letišti otevřen nový letištní terminál, který poskytuje všechny služby potřebné pro moderní mezinárodní letiště. V minulosti byly na letišti tři vzletové a přistávací dráhy, z nichž dvě stále existují a pouze jedna se používá.
V roce 2001 se znova začalo mluvit o rozšíření letiště, když tehdejší ministr financí Silvan Šalom vyzval k modernizaci za 800 milionů nových izraelských šekelů, aby se letiště stalo letištěm mezinárodního standardu.
V roce 2007 došlo k prvnímu nárůstu počtu cestujících a pohybu letadel od roku 2002, kdy se počet cestujících zvýšil o 25 % a pohyb letadel o 7 % oproti roku 2001. Obecně lze říci, že od roku 1999 do roku 2007, kdy byl provoz na vrcholu, klesl počet cestujících o 50 %. Pohyb letadel se od roku 2002 do roku 2007 snížil o 34 %.